# Liesje Sadonius
Liesje Sadonius (Lokeren, 6 agosto 1975) è una cantante belga, nota per essere stata, dal 1996 al 1997, la frontwoman degli Hooverphonic.

## Biografia

### Carriera negli Hooverphonic (1996-1997)
Nata e cresciuta a Lokeren, nella sua vita sono state di fondamentale importanza la musica, principalmente il canto, la danza, la poesia e la scrittura. Nel 1996 entra negli Hooverphonic, diventandone la seconda cantante, e firma il suo primo contratto discografico. Nonostante la sua breve permanenza, verrà ricordata per le canzoni 2 Wicky, colonna sonora di Io ballo da sola di Bernardo Bertolucci e Inhaler.
Nel 1997 lascia gli Hooverphonic in termini amichevoli, per iniziare 10 anni dopo la sua carriera da solista.

### Dopo Hooverphonic - Suzanina (2007-2010)
Sotto lo pseudonimo di Suzanina, pubblica il suo primo e unico album da solista, Heavenly Juice. Terminerà la sua carriera nel 2010.

### 2021-in corso: la ripartenza con Alycewithlove
Nell'estate 2020 ha dichiarato di voler ricominciare la sua carriera nella musica con il nuovo pseudonimo di Alycewithlove. La scelta del suo nome d'arte è dovuta alla spensieratezza dell'infanzia, messa al centro delle sue canzoni, e come omaggio alla sua nonna Alice.

### Altre attività
Si occupa anche di Holistic life coaching.